# Luleälven
A Luleälven Észak-Svédország  egyik legnagyobb folyója; hossza 461 kilométer, vízgyűjtő területe 25 240 négyzetkilométer.

## Nevének etimológiája
Svéd neve, a Lule älv, vagy Luleälven, a lulei számi nyelvű Julevädno („keleten lakó”) névből ered. (Az älv, illetve határozott alakban älven szó svédül folyót jelent.) Eredetileg a keleten lakó, más néven erdei lappok folyóját jelenthette.

## Földrajzi leírása
A Luleälven a norvég határ közelében, a Skandináv-hegység keleti lejtőin ered, áthalad  több nagy tavon, így Virihaure (580 m tszf) és Vastenjaure (547 m tszf), majd Vuojatätno néven északkelet felé haladva az Akkajaure víztározóba ömlik, ahonnan délkelet felé folytatja útját, áthalad a Stora Sjöfallet és Stora Lulevatten tavakon és a róla elnevezett Luleå város mellett a Botteni-öbölbe ömlik. 506 m³/s vízhozamával a Göta älv után a második Svédországban. A folyó főága áthalad Gällivare, Jokkmokk, Boden és Luleå községek területén. Legnagyobb mellékfolyója a Lilla Luleälven (Kis Luleälven). További jelentősebb mellékvizei a Vietasätno és Bodträskån.
Vízgyűjtő területéhez képest igen magas a vízhozama, mert a forrásvidéke közelében elterülő Sarek és Padjelanta nemzeti parkok vidékén jelentős az éves csapadék. Ez és a folyómeder jelentős esése nagy vonzerőt jelentett a folyó vízenergiájának kiaknázásához. A folyón a 20. század 50-es és 70-es évei között összesen 15 vízerőmű épült, mind az állami Vattenfall AB tulajdonában van. A legnagyobb közülük a Harsprånget, amely az ország legnagyobb beépített kapacitású (977 MW) vízerőműve, de az éves termelés tekintetében (2131 GWh) elmarad az Umeälvenen épült Stornorrfors vízerőmű mögött.

## Fordítás
- Ez a szócikk részben vagy egészben a Lule älv című svéd Wikipédia-szócikk ezen változatának fordításán alapul.  Az eredeti cikk szerkesztőit annak laptörténete sorolja fel. Ez a jelzés csupán a megfogalmazás eredetét és a szerzői jogokat jelzi, nem szolgál a cikkben szereplő információk forrásmegjelöléseként.